# Lamovita
Lamovita (en serbe cyrillique : Ламовита) est un village de Bosnie-Herzégovine. Il est situé sur le territoire de la ville de Prijedor et dans la république serbe de Bosnie. Selon les premiers résultats du recensement bosnien de 2013, il compte 1 661 habitants.

## Géographie
Le village est situé à l'est du lac de Saničani, sur les bords du Lamovićki potok (le « ruisseau de Lamovita ») ; son territoire est également longé par la rivière Čutura.

## Démographie

### Évolution historique de la population dans la localité
| 1948 | 1953 | 1961  | 1971  | 1981  | 1991  | 2013  |
| ---- | ---- | ----- | ----- | ----- | ----- | ----- |
| -    | -    | 2 093 | 1 916 | 2 048 | 1 849 | 1 661 |

|  |

### Communauté locale
En 1991, la communauté locale de Lamovita comptait 2 958 habitants, répartis de la manière suivante :